# Retrovirus
I retrovirus sono un gruppo di virus che utilizza la trascrittasi inversa per convertire il proprio genoma da RNA a DNA durante il proprio ciclo di replicazione virale. I retrovirus comprendono diverse famiglie, la più nota delle quali è la famiglia Retroviridae. Spesso col termine "retrovirus" ci si riferisce più specificamente solo alla famiglia Retroviridae. Questi virus possiedono un genoma a RNA a singolo filamento che al loro ingresso nel citoplasma viene convertito in DNA dalla trascrittasi inversa virale, migra nel nucleo e infine si integra nel genoma della cellula ospite. Nel nucleo il DNA a doppio filamento viene utilizzato per produrre mRNA, a partire dal quale vengono sintetizzate le proteine virali e lo stesso genoma virale.
Tra i retrovirus troviamo, ad esempio, l'HIV.

## Classificazione
I retrovirus sono classificati nelle seguenti famiglie:
- Famiglia Belpaoviridae
- Famiglia Metaviridae
- Famiglia Pseudoviridae
- Famiglia Retroviridae

Esistono anche virus con un genoma a DNA che fanno uso di RNA come intermediario che a sua volta viene ritrascritto in DNA dalla retrotrascrittasi. Nella classificazione di Baltimore costituiscono il gruppo VII (retrovirus a dsDNA) e vengono chiamati nel loro insieme "pararetrovirus". Questo gruppo comprende le famiglie Caulimoviridae e Hepadnaviridae. Tuttavia questi virus, a differenza degli altri che fanno uso della trascrittasi inversa, non integrano attivamente il proprio genoma in quello della cellula ospite.